# Palé
Palé ist eine ungarische Gemeinde im Kreis Hegyhát im Komitat Baranya.

## Geografische Lage
Palé liegt ungefähr drei Kilometer westlich der Kreisstadt Sásd. Die Nachbargemeinden sind Baranyajenő und Hörnyék, das heute ein Ortsteil von Sásd ist.

## Geschichte
Im Jahr 1913 gab es in der damaligen Kleingemeinde 37 Häuser und 206 Einwohner auf einer Fläche von 312 Katastraljochen. Sie gehörte zu dieser Zeit zum Bezirk Hegyhát im Komitat Baranya.

## Sehenswürdigkeiten
- Römisch-katholische Kapelle Szent Imre herceg
- Skulptur Életfa aus Holz, erschaffen von Jenő Milkovics

## Verkehr
Nördlich der Gemeinde verläuft die Hauptstraße Nr. 66. Es bestehen Busverbindungen über Sásd, Oroszló, Magyarszék und Mánfa nach Pécs sowie über Baranyajenő, Gödre und Sántos nach Kaposvár. Der nächstgelegene Bahnhof befindet sich in Sásd.